# 리듬파워
리듬 파워(a.k.a 방사능)는 Boi B, 지구인, 행주로 구성되어 2008년에 결성된 3인조 힙합 그룹이다.

## 역사
인하대학교 사범대학 부속고등학교 동창 출신으로 언더 시절 '방사능'이란 이름으로 킹더형레코드 소속으로 활동하였으나 킹더형레코드가 공중분해되어 소속사를 잃었다.
그 후 다이나믹 듀오의 레이블 아메바 컬쳐 공개 오디션에 발탁되었는데 일본 후쿠시마 원전사고로 인해 방사능에서 리듬파워로 이름을 바꾸게 되었으며현재 오버에서 활동 중에 있다.

## 구성원
| 이름   | 소개 |
| ------ | --- |
| Boi B  | - 본명 : 김성경 - 생년월일 : 1986년 9월 4일(38세) - 출생지 : 대한민국 인천광역시 - 학력 : 인하대학교 사범대학 부속고등학교 / 중앙대학교 정보시스템 전공 - 혈액형 : O형 - 포지션 : 메인래퍼 - 활동기간 : 2008년 ~ 현재 |
| 지구인 | - 본명 : 이상운 - 생년월일 : 1986년 11월 10일(38세) - 출생지 : 대한민국 인천광역시 - 학력 : 인하대학교 사범대학 부속고등학교 / 서강대학교 신문방송학과 - 혈액형 : O형 - 포지션 : 래퍼 - 활동기간 : 2008년 ~ 현재      |
| 행주   | - 본명 : 윤형준 - 생년월일 : 1986년 12월 10일(38세) - 출생지 : 대한민국 인천광역시 - 학력 : 인하대학교 사범대학 부속고등학교 / 용인대학교 유도학과 - 혈액형 : O형 - 포지션 : 보컬 - 활동기간 : 2008년 ~ 현재          |

## 음반 목록
- 2010년 8월 26일 EP 앨범 〈리듬파워〉
- 2012년 5월 3일 디지털 싱글 〈리듬파워〉
- 2012년 7월 5일 미니 앨범 〈누구 하나 빠짐없이 잘생겼다 리듬파워〉
- 2012년 8월 16일 〈MM Choice Part 3〉
- 2013년 10월 14일 싱글 앨범 〈THE TRIO - STAGE ONE〉
- 2014년 1월 23일 미니 앨범 〈월미도의 개들〉
- 2017년 2월 7일 디지털 싱글 〈방사능 (Bangsaneung)〉

## 참여 앨범
- 2009년 1월 13일 〈K.I.N.G (Knocking Into New Glory)〉
- 2009년 2월 24일 〈Touch Me〉 All That - 《잊지 못해서》 Boi B 피쳐링
- 2009년 5월 26일 〈Supernatural Theraphy Vol.1: Sign〉 REB - 《You Know What》 Boi B 피쳐링
- 2009년 6월 25일 〈E.Via a.k.a. Happy E.Vil〉 이비아 - 《오빠! Rap 해도 돼? (Radio Edit Ver.)》, 《오빠! 나 해도 돼? (XXX Ver.)》 지구인 피쳐링
- 2009년 7월 2일 〈Rainbow 7〉 Mild Beats - 《B on the MIC》 Boi B 피쳐링
- 2009년 7월 7일 〈INCitant〉 INC - 《Burnin'》, 《Still On Fire》 (Boi B)
- 2009년 10월 7일 〈수능대박 (D-Day)〉 INC - 《Teenage Love》 행주 피쳐링
- 2010년 11월 9일 〈The Speaker of Teen (EP)〉 앤덥 - 《We Rise》 지구인 피쳐링
- 2011년 1월 21일 〈We Roll]]〉 CB1 - 《Keep Fresh》 피쳐링
- 2011년 2월 18일 〈1집 소리헤다〉 소리헤다 - 《Walk With Me》 Boi B 피쳐링
- 2011년 5월 11일 〈0.99〉 MIKEMANIA - 《Updown》 지구인 피쳐링
- 2011년 5월 26일 〈안 생겨요 (Single)〉 - EachONE - 《안 생겨요》Boi B 피쳐링
- 2011년 9월 23일 〈Deegie's In True Mental〉 Deegie - 《카사블랑카》 피쳐링
- 2011년 10월 7일 〈Simon Dominic Presents 'SNL LEAGUE BEGINS'〉 SIMON Dominic - 《컴플렉스 (Complex 3)》 지구인 피쳐링
- 2011년 10월 20일 〈Heavy Deep〉 Deepflow - 《이 구역에 미친놈은 나야》 지구인 피쳐링
- 2011년 12월 21일 〈그대여 이제〉 기린 (KIRIN) - 《그대여 이제》 피쳐링, 《Old School Love》 Boi B 피쳐링
- 2012년 1월 4일 〈DIGILOG 2/2〉 다이나믹 듀오 - 《오해 (Misunderstood)》 행주 피쳐링
- 2012년 9월 6일 〈인기가Yo! 메가믹스〉 기린 (KIRIN) - 《Osl (Firstaid Mix)》 Boi B 피쳐링
- 2012년 9월 13일 〈Everyday Struggle (Old School Mix)〉 JA - 《Everyday Struggle (Old School Mix)》
- 2012년 10월 31일 〈Primary And The Messengers LP〉 Primary - 《2주일》 피쳐링 《거기서 거기읾》 Boi B 피쳐링
- 2013년 5월 15일 〈Beautiful Struggle〉 Mild Beats - 《내 시작은》 피쳐링
- 2013년 11월 14일 〈Go So Yello〉 C Jamm - 《Make You Proud》 Boi B 피쳐링
- 2014년 1월 17일 〈Blackbox (SINGLE)〉 Laybacksound - 《Blackbox》 Boi B 피쳐링
- 2014년 4월 7일 〈Novel〉 CODE KUNST - 《Time's Up》 지구인, 행주 피쳐링
- 2014년 9월 11일 〈WE#SLSD〉 소울라임 - 《Ride Something》 행주 피쳐링
- 2014년 10월 7일 〈오리지널〉 차붐 (Chaboom) - 《반도의 No.1 난봉꾼》 피쳐링
- 2014년 10월 16일 〈REDINGRAY〉 개코 - 《복수의 칼 2》 행주, 지구인 피쳐링
- 2014년 11월 20일 〈사랑과 행복〉 기린 (KIRIN) - 《요즘 세대 연애방식》 Boi B 피쳐링
- 2015년 5월 7일 〈Crumple〉 코드쿤스트 (CODA KUNST) - 《Directors》 지구인, 행주 피쳐링
- 2021년 7월 27일 《난세》 행주, 보이비 피쳐링

## 출연 작품

### 방송
- 2013년 MBC 뮤직 《더블엠 초이스》
- 2016년 Mnet 《Show Me The Money 5》 - 보이비 호랑나비 피쳐링 (8회)
- 2017년 MBC 에브리원 《비디오스타》 - 34회
- 2017년 Mnet 《Show Me The Money 6》 - 행주 (우승)
- 2019년 MBC 《복면가왕》 - 행주 종이비행기
- 2019년 Mnet 《Show Me The Money 8》 - 방청객 겸 특별 심사위원
- 2020년 MBC 《복면가왕》 - 보이비 가창력 폭발 주전자
- 2021년 MBC 《복면가왕》 - 판정단 (301회, 302회)

### 라디오
- 2023년 OBS 라디오 《리듬파워의 리듬파워》: 2023년 3월 30일 ~